# Time stretching

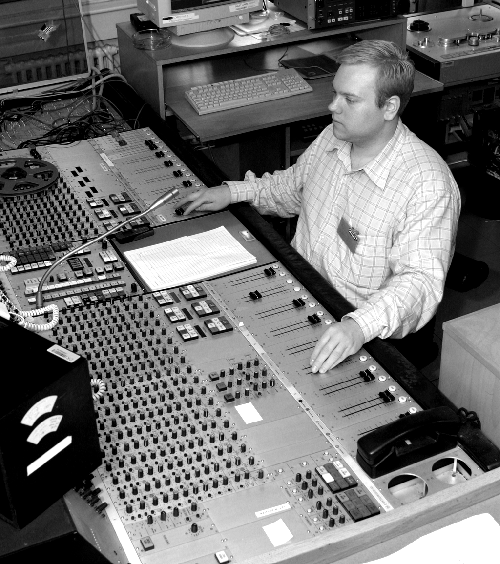

Le time-stretching est un effet audio numérique qui a pour but de raccourcir ou allonger la durée et/ou le tempo d'un enregistrement sonore sans modifier sa hauteur tonale.

## Fonctionnement
Une méthode permettant d'obtenir cet effet est la granulation de l'enregistrement.

## Utilisation
Cet effet permet de changer le tempo d'un enregistrement, tout simplement pour l'améliorer, ou pour le synchroniser au tempo d'un autre morceau pour le mixer.